# Mongkol Borey
Mongkol Borei (em khmer: មង្គលបុរី) é um distrito (srok) do sul da província de Banteay Meanchey, no Camboja.

## Administração
O distrito está subdividido em 13 comunas e 157 aldeias:
| Comuna        | Aldeias | Geocódigo |
| ------------- | --- | --------- |
| Banteay Neang | Ou Thum, Phnum, Banteay Neang, Kouk Pnov, Trang, Pongro, Kouk Tonloab, Trabaek, Khile, Samraong Pen, Dang Run Lech, Dang Run Kaeut, Ou Snguot, Prey Changha Lech, Prey Changha Kaeut, Ou Andoung Lech, Ou Andoung Kandal, Ou Andoung Kaeut, Kouk Kduoch               | 010201    |
| Bat Trang     | Khtum Reay Lech, Khtum Reay Kaeut, Anlong Thngan Kaeut, Anlong Thngan Lech, Bang Bat Lech, Bang Bat Kaeut, Bat Trang, Bat Trang Thum Lech, Bat Trang Thum Kaeut, Bang Bat Touch, Preaek Chik                                                                          | 010202    |
| Chamnaom      | Pralay Char, Rongvean Lech, Rongvean Kaeut, Chamnaom Lech, Chamnaom Kaeut, Roung Kou Daeum, Roung Kou Kandal, Roung Kou Chong, Peam Roung kou, Ta Sal, Chuor Khchas, Boeng Tras, Dang Trang, Srae Prey, Bos Tonloab, Ta Bun, Kouk Ponley, Say Samon, Damnak Preas Ang | 010203    |
| Kouk Ballangk | Kouk Ballangk, Ta An, Pralay Chrey, Cheung Chab, Phat Sanday, Char Thmei, Ph'av Thmei, Ta Sal | 010204    |
| Koy Maeng     | Koy Maeng, Sdei Leu, Phlov Siem, Ta Nong, Angkar Khmau, Kasang Thmei, Stueng Chas, Sdei Kraom | 010205    |
| Ou Prasat     | Phnum Thum Tboung, Phnum Prasat, Phnum Thum Cheung, Chamkar Louk, Phnum Thum Thmei, Anlong Sdei, Kouk Thnong Kaeut, Kouk Thnong Kandal, Ou Snguot, Ou Prasat, Kouk Ampil, Ra Chamkar Chek, Pou Rieng, Rung Krabau                                                     | 010206    |
| Phnum Touch   | Phnum Touch Tboung, Phnum Touch Cheung, Thnal Bat, Ou Nhor, Boeng Tras, Monourom, Paoy Ta Sek, Prey Totueng, Boeng Reang, Voat Thmei | 010207    |
| Rohat Tuek    | Pou Pir Daeum, Rohat Tuek, Thnal Bat, Kramol, Khtum Chrum, Chak Lech, Doun Mul, Preaek Samraong, Ou Dangkao, Chamkar Chek, Ou Chuob, Ka Svay, Chak Kaeut | 010208    |
| Ruessei Kraok | Anhchanh, Neang Ket, Praek Ropou, Sala Daeng, Samraong, Anlong Mean Trop, Chamkar Ta Daok, Pralay Luong Kraom, Luong, Ou Ta Kol, Pralay Luong Leu, Kouk Svay, Ou Ta Ma, Kaoh Kaev, Phasi Sra, Ruessei Kraom, Chumteav                                                 | 010209    |
| Sambuor       | Chhnaeum Meas, Sranal, La (aldeia), Ta Meaeng Pok, Sambuor, Doun Loek, Kbal Krabei, Srah Chhuk, Srae Prey, Chaek Angkar, Thma Dab | 010210    |
| Soea          | Ta Mau, Ansam Chek, Tnaot, Buor, Bos Laok, Soea, Boeng Touch, Phlov Damrei Leu, Phlov Damrei Kraom, Ou Soea, Kouk Samraong, Balang Chrey, Ou Choub Thmey | 010211    |
| Srah Reang    | Ta In Muoy, Ta In Pir, Krouch, Chamkar Chek, Srah Reang, Ta Chan, Kouk Srok, Kouk Chrab, Kouk Krasang | 010212    |
| Ta Lam        | Preah Srae, Ta Lam Kandal, Ta Lam Chong, Boeng Khleang Lech, Chong Kouk, Boeng Khleang Kaeut, Khla Kham Chhkae, Boeng Veaeng | 010213    |